# Primaire Tsetse
Le primaire Tsetse était, selon le chercheur américain Chuck Hansen, l'étage primaire que l'on retrouve dans plusieurs armes thermonucléaires américaines mis en service au début des années 1960. Étant en soi une bombe à fission nucléaire, il a aussi servi de base à plusieurs bombes atomiques américaines.

## Description
Toujours selon Hansen, le primaire Tsetse a été installé dans la B43, la W44, la W50, la B57 et la W59.
Cette conception a connu des problèmes de fiabilité. Selon Hansen, cela provient d'erreurs de calcul pour établir la section efficace du tritium lors de la fusion. Cette bombe n'a pas été testée autant que d'autres à la suite d'un moratoire sur les armes nucléaires à partir du milieu des années 1960. Les problèmes de fiabilité ont été résolus une fois le moratoire levé. Il semble que ce défaut était présent dans le primaire nucléaire Python.
| Caractéristiques des armes nucléaires faisant appel au primaire Tsetse | Caractéristiques des armes nucléaires faisant appel au primaire Tsetse | Caractéristiques des armes nucléaires faisant appel au primaire Tsetse | Caractéristiques des armes nucléaires faisant appel au primaire Tsetse | Caractéristiques des armes nucléaires faisant appel au primaire Tsetse |
| ---------------------------------------------------------------------- | ---------------------------------------------------------------------- | ---------------------------------------------------------------------- | ---------------------------------------------------------------------- | ---------------------------------------------------------------------- |
| Désignation                                                            | Puissance maximale (kt)                                                | Diamètre (cm)                                                          | Longueur (cm)                                                          | Poids (kg)                                                             |
| B43                                                                    | 1000                                                                   | 45.72                                                                  | 381-416.56                                                             | 934,40                                                                 |
| W44                                                                    | 10                                                                     | 34.92                                                                  | 64.26                                                                  | 77.11                                                                  |
| W50                                                                    | 400                                                                    | 39.12                                                                  | 111.76                                                                 | 186                                                                    |
| B57                                                                    | 20                                                                     | 37.46                                                                  | 299.72                                                                 | 222.26                                                                 |
| W59                                                                    | 1000                                                                   | 41.40                                                                  | 121.41                                                                 | 249.47                                                                 |

En s'appuyant sur ces informations, il est probable que les dimensions du primaire Tsetse correspondent à celles de la W44, c'est-à-dire un diamètre de 13,75 pouces (34,92 cm) et une longueur de 25,3 pouces (64,26 cm), pour un poids d'environ 170 livres (77,11 kg).